# Sainte-Colombe-de-Villeneuve

Sainte-Colombe-de-Villeneuve este o comună în departamentul Lot-et-Garonne din sud-vestul Franței. În 2009 avea o populație de 436 de locuitori.

## Evoluția populației
| An        | 1975 | 1982 | 1990 | 1999 | 2006 | 2009 |
| --------- | ---- | ---- | ---- | ---- | ---- | ---- |
| Populație | 279  | 326  | 330  | 364  | 403  | 436  |